# Osttruppen
Osttruppen waren Einheiten der deutschen Wehrmacht im Deutsch-Sowjetischen Krieg, die ab Herbst 1941 aus sowjetischen Kriegsgefangenen und Freiwilligen aus den deutsch-besetzten Gebieten der Sowjetunion aufgestellt wurden.

## Geschichte
Aufgrund der hohen personellen Verluste der Wehrmacht in der Schlacht um Moskau begann man im Herbst 1941 auf deutscher Seite sowjetische Überläufer als sogenannte Hilfswillige im Bereich der nicht-fechtenden Truppe einzusetzen, um deutsche Soldaten für den Kampfeinsatz freizumachen. In den rückwärtigen Armeegebieten wurden aber auch sogenannte Schutzmannschaften in Zug- und Kompaniestärke aufgestellt, die das Gebiet von versprengten Rotarmisten und Partisanen säubern sollten.
Ab März 1942 wurde die Verstärkung auf Bataillonsstärke erlaubt und es wurden sogenannte Ostbataillone aufgestellt, die bis zu 950 Mann, davon 36 deutsche Offiziere und Unteroffiziere als Rahmenpersonal, umfassten. Die Führung dieser Ostbataillone, die sich vor allem aus ethnischen Minderheiten, Turkmenen, Nordkaukasiern, Wolgatataren, Kalmücken, Armeniern, Aserbaidschanern und Georgiern rekrutierten, übernahm der Stab der aufgelösten 162. Infanterie-Division. Daneben existierten weitere Ostbataillone, die von örtlichen Befehlshabern aufgestellt worden waren, in denen Balten, Ukrainer, Weißrussen, Griechen und Sibirier dienten.
Ende 1942 wurde eine Dienststelle General der Osttruppen beim OKH aufgestellt, die mit der Aufstellung und Ausbildung der Osttruppen und Freiwilligen im Feld- und Ersatzheer befasst war. Dem General der Freiwilligenverbände unterstand das Kommando der Freiwilligenverbände beim Chef der Heeresrüstung und Befehlshaber des Ersatzheeres. Anfang 1943 existierten 176 Ostbataillone und 38 Ostkompanien mit einer Gesamtstärke von 130.000 – 150.000 Mann, die bis Juni 1943 auf 230.000 – 320.000 Mann anstieg. Bis zur Jahreswende 1943/44 dienten fast 500.000 Osttruppen und Hilfswillige in der Wehrmacht, wovon etwa 370.000 den Osttruppen zuzurechnen waren.
Hitler, der sich im Herbst 1943 schon mit dem Gedanken der Auflösung der Ostbataillone getragen hatte, wurde von seinen militärischen Beratern nur insoweit umgestimmt, dass diese Einheiten in Zukunft nur noch an anderen Fronten als der Ostfront eingesetzt werden sollten. Jeglicher politischen Zielsetzung, die in Teilen der Wehrmachtführung mit der Verwendung dieser Truppen verbunden gewesen war, wurde somit endgültig der Boden entzogen.
Bis Juni 1944 stieg die Anzahl der Ostbataillone auf etwa 200, die größtenteils im Westen und im Mittelmeerraum eingesetzt wurden. Etwa 60 Ostbataillone dienten zum Küstenschutz am Atlantikwall, wo sie meist einzeln den Infanterie-Regimentern der bodenständigen Infanterie-Divisionen zugeteilt waren. Weitere sieben Ostbataillone, wie auch die 1. Kosaken-Kavallerie-Division waren dem Oberbefehlshaber Südost auf dem Balkan unterstellt. Aber auch in Italien und in den Reichskommissariaten Ostland und Ukraine wurden die Ostbataillone eingesetzt, darunter auch eine der beiden Divisionen der Osttruppen, die 162. (turk.) Infanterie-Division (Italien).
Bei den Kämpfen in der Normandie zeigten die Ostbataillone nur wenig Einsatzbereitschaft, viele Osttruppen legten die Waffen nieder, einige meuterten sogar und erschossen das deutsche Rahmenpersonal.
Ende 1944 wurde noch eine 2. Kosaken-Kavallerie-Division aufgestellt, die zusammen mit der 1. Kosaken-Kavallerie-Division das XV. Kosaken-Kavallerie-Korps bildete, das kurz vor Kriegsende noch der Waffen-SS unterstellt wurde.
Die Angehörigen der Osttruppen, die bei Kriegsende in westalliierte Kriegsgefangenschaft gerieten, wurden in der Regel in die Sowjetunion zurückgeschafft, wo sie wegen Kollaboration zu Lagerhaft oder zum Tod verurteilt wurden.